# Füstös sarlósfecske
A füstös sarlósfecske (Cypseloides fumigatus) a madarak osztályának a sarlósfecske-alakúak (Apodiformes) rendjébe és a sarlósfecskefélék (Apodidae) családjába tartozó faj.

## Rendszerezése
A fajt August Vollrath Streubel német zoológus írta le 1826-ban, a Hemiprocne nembe Hemiprocne fumigata néven.

## Előfordulása
Dél-Amerikában, Argentína, Bolívia, Brazília és Paraguay területén honos. A természetes élőhelye szubtrópusi és trópusi síkvidéki- és hegyi esőerdők, mérsékelt övi erdők és cserjések. Vonuló faj.

## Megjelenése
Testhossza 15 centiméter, testtömege 44 gramm.

## Természetvédelmi helyzete
Az elterjedési területe rendkívül nagy, egyedszáma ugyan csökken, de még nem éri el a kritikus szintet. A Természetvédelmi Világszövetség Vörös listáján nem fenyegetett fajként szerepel.

## Külső hivatkozások
- Képek az interneten a fajról
- Xeno-canto.org - a faj hangja és elterjedési területe